# Lingua oorlams
La lingua oorlams è una lingua simile all'afrikaans. Secondo Glottolog appartiene al pari dell'afrikaans al gruppo delle lingue basso-franconi, mentre secondo Ethnologue è una lingua creola basata sull'afrikaans.
È imparentato con l'olandese, portato da Jan van Riebeeck e la Compagnia olandese delle Indie orientali (Verenigde Oost-Indische Compagnie, V.O.C.) nella Colonia del Capo, ma contiene anche elementi delle lingue bantu.

## Distribuzione geografica
Secondo Ethnologue nel 2006 era parlato da 32 000 persone in Sudafrica, nella regione del Transvaal.